# Frederic Maugham, 1. Viscount Maugham

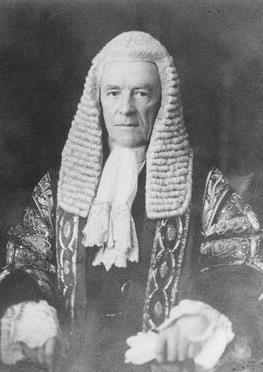
Frederic Maugham, 1. Viscount Maugham

Frederic Herbert Maugham, 1. Viscount Maugham PC KC (* 20. Oktober 1866 in Paris; † 23. März 1958 in London) war ein britischer Jurist, der zuletzt als Lord of Appeal in Ordinary aufgrund des Appellate Jurisdiction Act 1876 als Life Peer auch Mitglied des House of Lords war. Zwischenzeitlich bekleidete er zwischen 1938 und 1939 als Lordkanzler eines der höchsten Rechtsämter des englischen Rechtssystems und erhielt 1939 darüber hinaus den vererbbaren Titel (Hereditary Peerage) eines Viscount Maugham.

## Leben

### Rechtsanwalt und Richter
Maugham, Sohn eines in Paris tätigen Solicitor und älterer Bruder des Dramatikers und Erzählers William Somerset Maugham, absolvierte nach dem Besuch des Dover College ein Studium der Rechtswissenschaften am Trinity Hall der University of Cambridge. 1888 nahm er am Boat Race gegen die University of Oxford teil, 1890 erhielt er seine anwaltliche Zulassung bei der Rechtsanwaltskammer (Inns of Court) von Lincoln’s Inn. Im Anschluss nahm er eine Tätigkeit als Barrister auf und wurde für seine anwaltlichen Verdienste 1913 zunächst Kronanwalt (King’s Counsel) sowie 1915 sogenannter „Bencher“ der Anwaltskammer von Lincoln’s Inn.
1928 wurde Wright Richter der Kammer für Wirtschaftssachen (Chancery Division) an dem für England und Wales zuständigen  High Court of Justice und bekleidete dieses Richteramt bis 1934. Zugleich wurde er 1928 zum Knight Bachelor geschlagen und führte seither den Namenszusatz „Sir“. Nach Beendigung dieser Richtertätigkeit erfolgte 1934 seine Berufung zum Richter (Lord Justice of Appeal) am Court of Appeal, dem für England und Wales zuständigen Appellationsgericht, an dem er bis 1935 tätig war. Daneben wurde er 1934 auch zum Privy Councillor ernannt.

### Lordrichter, Oberhausmitglied und Lordkanzler
Durch ein Letters Patent vom 7. Oktober 1935 wurde Maugham aufgrund des Appellate Jurisdiction Act 1876 als Life Peer mit dem Titel Baron Maugham, of Hartfield in the County of Sussex zum Mitglied des House of Lords in den Adelsstand berufen und wirkte bis zunächst seinem Tod 1938 als Lordrichter (Lord of Appeal in Ordinary).
Am 9. März 1938 wurde Lord Maugham von Premierminister Neville Chamberlain als Nachfolger von Douglas Hogg, 1. Viscount Hailsham zum Lordkanzler von Großbritannien (Lord High Chancellor of Great Britain) ernannt und bekleidete dieses Amt bis zu seiner Ablösung durch Thomas Inskip, 1. Viscount Caldecote am 3. September 1939.
Für seine langjährigen Verdienste wurde ihm am 22. September 1939 der vererbbare Titel (Hereditary Peerage) eines Viscount Maugham, of Hartfield in the County of Sussex verliehen. Am 5. Oktober 1939 wurde Viscount Maugham wiederum Lord of Appeal in Ordinary und übte dieses Amt als Lordrichter bis zu seinem Rücktritt am 18. Juli 1941 aus.
Aus seiner am 17. Dezember 1896 geschlossenen Ehe mit Helen Mary Romer, eine Tochter des späteren Lord Justice of Appeal Sir Robert Romer und Schwester des späteren Lord of Appeal in Ordinary Mark Romer, Baron Romer gingen vier Kinder hervor, darunter sein einziger Sohn Robin Maugham, der nach seinem Tode sein Erbe als 2. Viscount Maugham wurde, während die Life Peerage als Baron Maugham mit seinem Tode erlosch.

## Veröffentlichungen
- North Charterland concession inquiry, 1933
- Napoleon & St. Helena, 1937
- Lies as allies, 1941
- The truth about the Munich crisis, 1944
- U.N.O. and war crimes, 1951